# Тіана Лінн
Тіна Лінн (англ. Tiana Lynn, нар. 1 вересня 1983, Тусон, Аризона, США) — американська порноакторка і еротична модель. Справжнє ім'я — Діанна Ліндберг (Deanna Lindberg).

## Біографія
Народилася в Тусоні, округ Піма (Аризона), у вересні 1983 р. Навчалася в Університеті Кентуккі. У цей час почала робити перші фотосесії в якості еротичної моделі, мріючи стати playmate журналу Playboy.
В порноіндустрію прийшла в 2003, у 20 років. Швидко прославилася здатністю стимулювати свою точку G і за видатну легкість сквірту.
Знімалася для таких продюсерів, як Mile High, Hustler, Futureworks, Evil Angel, Baby Doll Pictures, Digital Sin, New Sensations, Adam and Eve, Vivid, Red Light District, Jules Jordan Video.
У 2005 році отримала першу номінацію у категорії «Найкраща групова лесбійська сцена сексу» за роль у фільмі Cytherea Iz Squirtwoman'. У наступному році отримала ще три номінації на AVN за ролі у Swallow My Squirt, Supersquirt 2 та Feeding Frenzy 6.
Офіційно залишила порноіндустрію у лютому 2006 року, хоча пізніше з'являлася в кількох нових фільмах; в цілому знялася у 213 фільмах. Останній фільм на «неофіційному» етапі творчості — Swallow My Squirt 3.
Деякі фільми: Amateurs and First Timers 2, Big and Black 3, Craving Big Cocks 3, Double Play 2, Goin 'Deep, Hot Squirts, Little Squirters, No Cocks Allowed, Outgunned, Teen Gushers, What's Up Squirt?.

## Нагороди та номінації
| Рік  | Церемонія  | Результат | Номінация                            | Робота                  |
| ---- | ---------- | --------- | ------------------------------------ | ----------------------- |
| 2005 | AVN Awards | Номінація | Найкраща групова лесбійська сцена    | Cytherea Iz Squirtwoman |
| 2005 | XRCO       | Номінація | Orgasmic Oralist                     | Н/Д                     |
| 2006 | AVN Awards | Номінація | Найкраща скандальна сексуальна сцена | Swallow My Squirt       |
| 2006 | AVN Awards | Номінація | Найкраща групова лесбійська сцена    | Supersquirt 2           |
| 2006 | AVN Awards | Номінація | Найкраща сцена орального сексу       | Feeding Frenzy 6        |